# تشارلز سبينس
تشارلز سبينس (بالإنجليزية: Charles Spence)‏ هو عالم نفس بريطاني، ولد في 18 يونيو 1969.